# Карел Комарек
Карел Кома́рек (чеськ. Karel Komárek ; нар. 15 березня 1969, Годонін) — чеський підприємець, бізнесмен, статки якого на березень 2024 року становлять 9,4 мільярда доларів. Він є одним із найбагатших громадян Чехії та засновником інвестиційної компанії KKCG.

## Біографія
Народився 15 березня 1969 року в місті Годоніні (нині Чехія). Закінчив середню технічну школу, працював у Sigma Hodonín.
У 2015 році Комарек одружився на Штепанці Комарковій, це його другий шлюб. У нього четверо дітей, він проживає у Верб'є, Швейцарія. Комарек вважається завзятим велосипедистом, веслярем і гравцем у гольф.

### Бізнес діяльність
У 1992 році Карел Комарек заснував свою першу компанію — оптовий бізнес з промисловими клапанами M.O.S. Hodonín із початковим капіталом 300 000 чеських крон, позичених у батька. У 1995 році він заснував інвестиційну компанію KKCG, яка з часом стала міжнародним конгломератом. У 1996 році його компанія M.O.S. Hodonín змінила свою назву на MOS Hodonín Morovia Systems і перетворилася на постачальника технологій для гірничодобувної промисловості, що дало змогу Комареку прийти в енергетичний бізнес. Потім послідувала компанія з виробництва енергії Moravské naftové doly (зараз MND Group), яка тепер належить інвестиційній компанії Комарека KKCG.

### KKCG

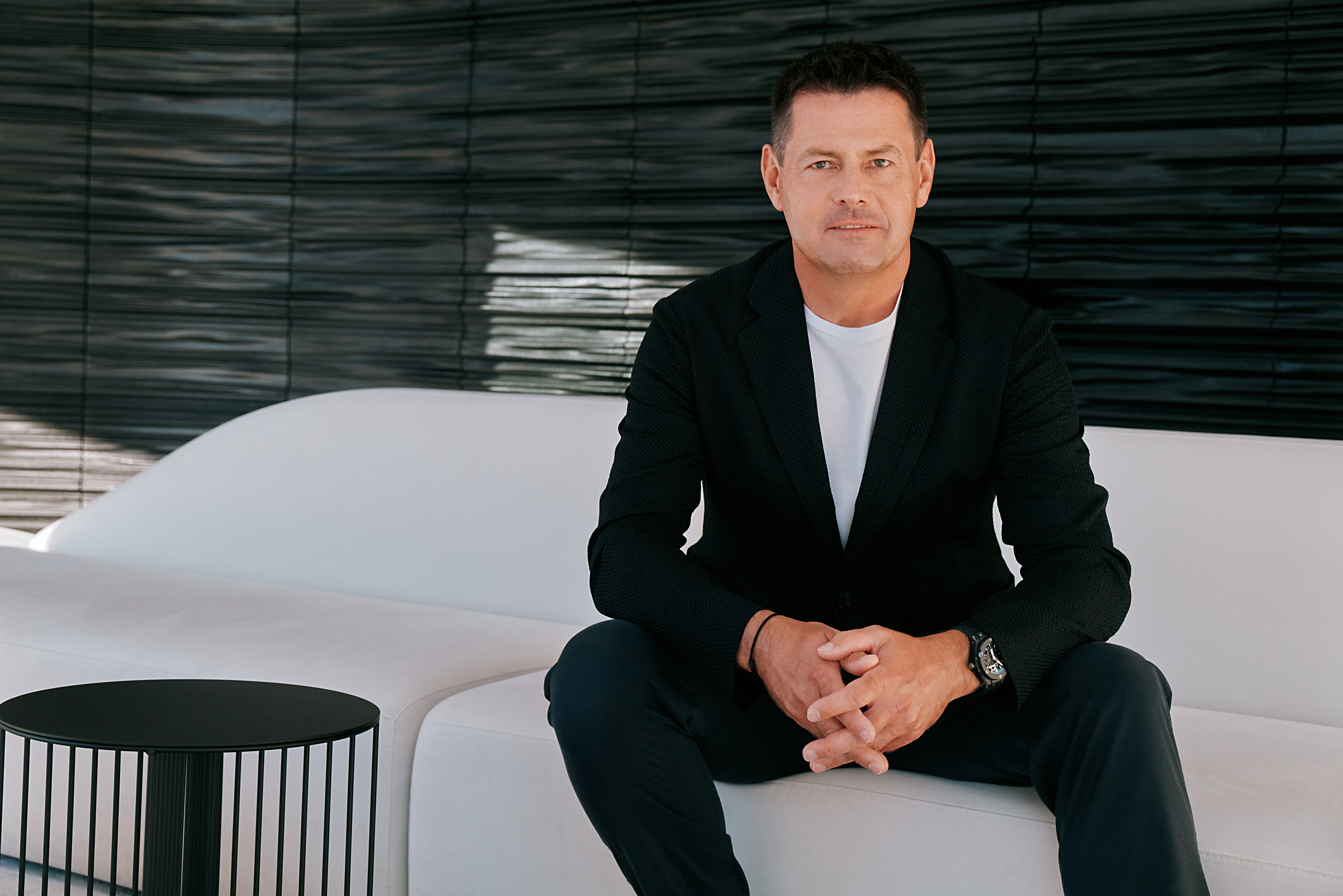
Комарек у 2023 році

Діяльність KKCG включає в себе лотереї та азартні ігри, енергетику, інформаційні технології та інвестиції. До числа її компаній входять Allwyn, MND, ARICOMA Group, KKCG Real Estate Group, венчурний фонд Springtide Ventures та інші. Станом на 2022 рік KKCG працювала в 33 країнах.
У 2004 році KKCG стала мажоритарним акціонером туристичного агентства Fischer. У 2010 році Карел Комарек став одноосібним власником активів MND і Fischer, викупивши частки своїх тодішніх партнерів, та почав структурувати та розвивати бізнес під чеську інвесткомпанію KKCG. У 2012 році KKCG стала одноосібним власником найбільшої чеської лотерейної компанії Sazka, яка згодом стала найбільшим в Європі гральним конгломератом Sazka Group.
У 2021 році материнська компанія Sazka Group, Sazka Entertainment, провела ребрендинг, перетворившись на Allwyn. До портфеля Allwyn входять Camelot UK, Camelot US (оператор державної лотереї штату Іллінойс), Opap (Греція і Кіпр), Casag (Австрія), Sazka (Чехія) і Lottoitalia (Італія).
KKCG також інвестує в інформаційні технології і активно працює на ринку нерухомості. Компанія завершила різні житлові проєкти "top rezidence" у Празі. У червні 2021 року компанія завершила будівництво офісно-торгового центру Bořislavka в районі Прага-6.
У 2023 році KKCG відкрила завод з виробництва метанолу в Західній Вірджинії через компанію US Methanol, яку було засновано KKCG у 2016 році.

### Статки
У 2018 році Bloomberg оцінив статки Комарека в 3,3 млрд доларів США. У 2019 році Forbes помістив Комарека на 715-те місце серед мільярдерів світу з оцінкою статків у 3 млрд доларів США; у 2022 році Forbes помістив його на 502-ге місце з оцінкою статків у 5.3 млрд. Bloomberg оцінює його чистий дохід у 8,18 млрд. доларів США станом на лютий 2023 року. У 2024 році Forbes оцінив його чистий дохід у 9 млрд. доларів США, поставивши його на 303-тє місце у світі.

## Благодійність
Комарек заснував Фонд сім'ї Карела Комарека, який підтримує Празький міжнародний музичний фестиваль імені Дворжака, одним із засновників якого він став 2008 року, і Фонд Промена. Фонд Промена займається розвитком громадського простору в Чехії, зокрема, реконструкцією парків і шкільних садів. Фонд брав участь, зокрема, в реконструкції парку Стржед у Мості .
У 2020 році Фонд сім'ї Карела Комарека запустив проєкт, у межах якого передав у дар чеським школам інструменти та придбав у чеського виробника Petrof 11 піаніно вартістю 200 000 євро. Водночас він почав публічний збір інструментів для 45 інших шкіл. У 2023 році було запущено другу кампанію зі збору коштів для придбання 21 інструменту на суму 10,3 млн крон, половина з яких буде зібрана KKFF. У серпні 2021 року він пожертвував 150 млн крон на відновлення міста Годонін після того, як місто було зруйноване торнадо в червні 2021 року.
Комарек отримав Золоту медаль у галузі мистецтв від Центру виконавських мистецтв імені Джона Ф. Кеннеді за досягнення в галузі мистецтва. Він і його дружина також підтримали будівництво будівлі "Reach center" у Центрі Кеннеді у 2019 році.